# Stalingrad Lovers
Pour plus de détails, voir Fiche technique et Distribution.
Stalingrad Lovers est un film français réalisé par Fleur Albert et sorti en 2014.

## Fiche technique
- Titre : Stalingrad Lovers
- Réalisation : Fleur Albert
- Scénario : Fleur Albert, Laurent Roth et Olivier Volpi
- Photographie :  Nara Keo Kosal
- Décors : Florian Sanson
- Son : Jean-Paul Guirado, Didier Leclerc et Jean-Marc Schick
- Montage : Stéphanie Langlois et Catherine Zins
- Musique : Jean-François Pauvros
- Production : La Huit Productions
- Pays d'origine :  France
- Durée : 80 minutes
- Date de sortie : France - 29 janvier 2014

## Distribution
- Jean-Patrick Kone
- Carole Eugénie
- Jean-Paul Edwiges
- Mehdi Kadri
- Eriq Ebouaney
- Françoise Le Plenier
- Lionel Codino
- Mamadou Minte
- Vincent Dieutre

## Sélections
- 2012 : Festival Entrevues de Belfort
- 2012 : Festival de Cannes (sélection ACID)
- 2013 : Festival Cinébanlieue